# Gutmanhulen
Gutmanhulen (lettisk: Gūtmaņa ala) er den dybeste hule i Letland beliggende ved floden Gauja i Gauja Nationalparken. Hulen er næsten 19 meter dyb, 12 meter høj på det højeste punkt og 10 meter høj på det laveste. Indgangen til Gutmanhulen er 10,6 meter bred, og hulens gangareal udgør 170 kvadratmeter. Tidligere havde Gutmanhulen 1½ millioner besøgende på en sæson. Der findes mange inskriptioner i hulens vægge udført af besøgende, og de ældste kan dateres tilbage til det 16. århundrede. Gutmanhulen er kendt fra sagnet om Turaidas Rose, hvor det fortælles, at pigen Maija (Turaidas Rose) mødtes med sin elskede.